# 帶平鮋
帶平鮋，為輻鰭魚綱鮋形目鮋亞目平鮋科的其中一種，為亞熱帶海水魚，分布於西北太平洋日本海域，棲息深度50-175公尺，體長可達37公分，棲息在岩石底質底層水域，卵胎生，生活習性不明。